# 尾澤重知
尾澤 重知（おざわ しげと）は、日本の工学者（教育工学・知識工学）。学位は、博士（知識科学）（北陸先端科学技術大学院大学・2004年）。早稲田大学人間科学学術院准教授(2010年4月~2021年3月)早稲田大学人間科学学術院教授(2021年4月~現職)。新字体で尾沢 重知（おざわ しげと）とも表記される。

## 来歴

### 生い立ち
東京都にて生まれた。その後、宮城県に転居し、仙台市、塩竈市、多賀城市などで過ごした。宮城県仙台第二高等学校卒業後、慶應義塾大学環境情報学部に入学。同大学では環境情報学部教授の井下理に師事する。
慶應義塾大学を卒業すると、北陸先端科学技術大学院大学の大学院知識科学研究科研究科長だった野中郁次郎への憧れから、北陸先端科学技術大学院大学の知識科学研究科に進学。同大学では、大学院知識科学研究科教授の國藤進、同研究科教授の梅本勝博らに師事。2001年に博士前期課程を修了し、2004年に博士後期課程を修了した。取得した学位は、それぞれ学士（環境情報）（慶應義塾大学・1999年）、修士（知識科学）（北陸先端科学技術大学院大学・2001年）、博士（知識科学）（北陸先端科学技術大学院大学・2004年）の3つとなる。

### 研究者として
大学院修了後、早稲田大学に採用され、人間総合研究センターの助手として1年間勤務した。次に、安田女子短期大学に転じ、保育科の講師に就任し、1年間勤務した。その後、大分大学に採用され、高等教育開発センターの講師として勤務した。翌年10月には准教授に昇任した。その後、2010年より早稲田大学に戻り、人間科学学術院の准教授として勤務している。
また、非常勤での職務としては、東京工科大学メディア学部演習講師、静岡県立大学経営情報学部講師、早稲田大学人間科学部講師などを務めた。

## 研究
研究分野は工学の中でも情報工学であり、教育学とも関わりの深い教育工学や知識工学を専門とする。もともとは、グループ学習や協調学習などに関心を持ったことから、教育工学や知識工学の分野を専門とするようになったという。
在籍していた大分大学が2007年よりeラーニングと通常の講義を組み合わせた科目を本格導入したことから、尾澤は双方向性を生かした授業スタイルに力を入れた。また、それに併せて、eラーニングに対する学生の満足度について調査を行っており、反復学習が可能な利点を生かすことで満足度が高まると指摘している。

## 略歴
- 1994年 - 宮城県仙台第二高等学校卒業
- 1999年 - 慶應義塾大学環境情報学部卒業
- 2001年 - 北陸先端科学技術大学院大学大学院知識科学研究科博士前期課程修了
- 2004年 - 北陸先端科学技術大学院大学大学院知識科学研究科博士後期課程修了
  - 博士論文名 「学習者の協調的な知識構成の支援と評価 : 高等教育の授業実践における集団間インタラクション導入の試み」
- 2004年 - 早稲田大学人間総合研究センター助手
- 2005年 - 安田女子短期大学保育科講師
- 2006年 - 大分大学高等教育開発センター講師
- 2007年 - 大分大学高等教育開発センター准教授
- 2010年 - 早稲田大学人間科学学術院准教授
- 2021年 - 早稲田大学人間科学学術院教授

## 賞歴
- 1999年 - SFC AWARD
- 1999年 - シンククエスト国内コンテスト中学生・高校生の部芸術・文学部門金賞
- 2004年 - 北陸先端科学技術大学院大学博士後期課程優秀修了者

## 著作

### 単著
- 尾澤重知著『学習者の協調的な知識構成の支援と評価――高等教育の授業実践における集団間インタラクション導入の試み』尾澤重知、2004年。NCID BA70128170

### 共著
- 尾澤重知稿「コラボレーション」坂本辰朗ほか編集委員『新教育事典』勉誠出版、2002年、309-314頁。ISBN 9784585060406
- 尾澤重知稿「デジタルリテラシー」坂本辰朗ほか編集委員『新教育事典』勉誠出版、2002年、315-320頁。ISBN 9784585060406
- 尾澤重知稿「コンピュータの利用が子どもに与える影響を考える」村上優編著『保育の創造を支援するコンピュータ』保育出版社、2006年、103-109頁。ISBN 9784938795580